# Felix Salmond
Felix Salmond   (Londres, 19 de novembre de 1888 - Nova York, 20 de febrer de 1952), nom complet Felix Adrian Norman Salmond, fou un violoncel·lista anglès i professor de violoncel que aconseguí èxit al Regne Unit i als Estats Units d'Amèrica. Fou el primer intèrpret del concert per a violoncel i orquestra en mi menor Op.85 d'Edward Elgar el 27 d'octubre de 1919 amb l'Orquestra Simfònica de Londres dirigida pel compositor, al Queen's Hallde Londres. Albert Coates, el director titular de la Simfònica de Londres, va dirigir la resta del programa.

## Adolescència i estudis
Salmond va néixer en una família de músics professionals. El seu pare Norman Salmond era un baríton, i la seva mare Adelaida Manzocchi era un pianista que havia estudiat amb Clara Schumann. Als dotze anys, Salmond va començar a estudiar amb l'home que es va convertir en el seu principal professor de violoncel, William Whitehouse. Va guanyar una beca per continuar estudis amb Whitehouse quatre anys després a la Royal Academy of Music de Londres. Va continuar al Conservatori de Brussel·les als dinou anys, on va estudiar durant dos anys amb Edward Jacobs. El seu debut al concert va ser el 1908, interpretant el Trio fantàstic en do menor de Frank Bridge i el quartet de piano núm. 1 en sol menor de Johannes Brahms. La mare de Salmond era la pianista, amb Bridge a la viola i Maurice Sons tocant el violí. El recital, que va tenir lloc al "Bechstein Hall", va tenir un gran èxit, cosa que va conduir a molts compromisos futurs amb Salmond. Va donar recitals a tota Gran Bretanya i va aparèixer amb la Queen's Hall Orchestra, la London Symphony Orchestra i lOrquestra Hallé, entre d'altres. També va fer una gira per Amèrica en un quartet de piano amb Harold Bauer, Bronisław Huberman i Lionel Tertis.

## Salmond i Elgar
La Primera Guerra Mundial va impedir que Salmond desenvolupés encara més la seva carrera internacional en aquell moment, però va reprendre la reputació en música de cambra després de la guerra. Les seves actuacions en aquest període inclouen les estrenes, el 21 de maig de 1919, del Quartet en mi menor i Quintet per a piano en la menor d'Edward Elgar al "Wigmore Hall".
Després de la interpretació del seu quartet per Salmond, Elgar va confiar a Salmond la part en solitari per al debut de la seva obra més personal i sentida, el seu concert per a violoncel en mi menor amb la London Symphony Orchestra al "Queen's Hall". L'estrena, el 26 d'octubre de 1919, va resultar ser un desastre. L'actuació estava programada de manera que Albert Coates, el director de la London Symphony, dirigiria la resta del programa i el mateix Elgar dirigiria el concert. Coates, un home importantíssim, era ben conegut per haver utilitzat fins a quaranta-cinc minuts de la seva hora d'assaig per fer conferències als seus interprets. Després que Coates va consumir una hora del temps d'assaig d'Elgar, Elgar —que fins aquell moment esperava fora del escenari la seva oportunitat d'assajar— va esclatar de forma inusual amb la ira. L'actuació severament poc assajada que va seguir va rebre crítiques mordaces, amb Ernest Newman afirmant que "l'orquestra va fer una exposició pública del seu miserable jo". Més tard, Elgar va dir que si no fos pel treball diligent de Salmond en la preparació de la peça, l'hauria tret del concert completament.
El 10 de novembre de 1920, el concert inaugural de lOrquestra Ciutat de Birmingham (més tard la ciutat de Birmingham orquestra simfònica) se li va donar a l'Ajuntament de Birmingham, amb Elgar la realització d'un concert de les seves pròpies obres, que inclou l'estrena del seu Cello Concert en aquesta ciutat, amb Salmond com a solista.

## Carrera als Estats Units
El 29 de març de 1922 va debutar en solitari a Nova York a l'"Eeolian Hall". Es va establir a Amèrica, tot i que va tornar a Anglaterra i Europa per fer gires. Va ser nomenat membre de la facultat de la Juilliard School el 1924 i es va convertir al cap de la facultat de violoncel del Curtis Institute of Music un any després, càrrec que va mantenir fins al 1942. Tot i així, encara contusionat per l'experiència de la primera interpretació del concert d'Elgar, no el va ensenyar ni el va tocar fora d'Anglaterra. Va ser molt considerat a Amèrica com a professor, amb alumnes com Frank Miller, Robert LaMarchina, Orlando Cole, Suzette Forgues Halasz, Bernard Greenhouse, Leonard Rose, Daniel Saidenberg i Alan Shulman. També va rebre un gran reconeixement com a intèrpret. El 1924 quan va aparèixer al "Carnegie Hall" en un trio de piano ben revisat amb el pianista Ignacy Jan Paderewski i el violinista Efrem Zimbalist. Tenia un ampli gust per la música per al violoncel, incloent obres de compositors contemporanis com Samuel Barber, Ernest Bloch i George Enescu (estrenant dues de les seves peces). Va tornar per última vegada a Anglaterra el 1947; va morir a Nova York.